# ريجينا كارتر
ريجينا كارتر (بالإنجليزية: Regina Carter)‏ هي عازفة كمان أمريكية، ولدت في 6 أغسطس 1966 في ديترويت في الولايات المتحدة.

## وصلات خارجية
- الموقع الرسمي
- ريجينا كارتر على موقع ميوزك برينز (الإنجليزية)
- ريجينا كارتر على موقع أول ميوزيك (الإنجليزية)
- ريجينا كارتر على موقع ديسكوغز (الإنجليزية)